# Vicepresidencia del Consejo de la Generalidad Valenciana
La Vicepresidencia del Consejo de la Generalidad Valenciana (en valenciano y oficialmente, Vicepresidència del Consell de la Generalitat Valenciana) es un organismo del gobierno valenciano encargado de la coordinación de la acción del Consejo y la portavocía y la secretaría del mismo, así como su representación fuera de la Comunidad Valenciana.
El actual vicepresidente es  Susana Camarero Benítez, desde el 12 de julio de 2024.

## Vicepresidentes del Consejo
En algunas legislaturas ha habido más de un vicepresidente. Por lo tanto, los que se muestran a continuación ejercieron el cargo de vicepresidente o vicepresidente primero del Consejo de la Generalidad Valenciana.
| Legislatura     | Gobierno          | Vicepresidente del Consejo | Vicepresidente del Consejo | Vicepresidente del Consejo        | Inicio del mandato       | Fin del mandato                   | Consejería asociada                                                               |
| --------------- | ----------------- | -------------------------- | -------------------------- | --------------------------------- | ------------------------ | --------------------------------- | --------------------------------------------------------------------------------- |
| Preautonómica   | Monsonís I        | 1°                         |                            | Felipe Guillermo Guardiola Sellés | 15 de septiembre de 1981 | 11 de agosto de 1982              | Interior                                                                          |
| I (1983)        | Lerma II          | 1°                         | 28 de junio de 1983        | Felipe Guillermo Guardiola Sellés | 27 de julio de 1987      | Gobernación (hasta el 23/07/1985) |                                                                                   |
| Cargo suprimido |                   |                            |                            |                                   |                          |                                   |                                                                                   |
| V (1999)        | Zaplana II Olivas | 2°                         |                            | José Luis Olivas Martínez         | 23 de julio de 1999      | 25 de julio de 2002               | Ninguna                                                                           |
| V (1999)        | Zaplana II Olivas | 3°                         |                            | José Joaquín Ripoll Serrano       | 25 de julio de 2002      | 21 de junio de 2003               | Ninguna                                                                           |
| VI (2003)       | Camps I           | 4°                         |                            | José Víctor Campos Guinot         | 27 de agosto de 2004     | 29 de junio de 2007               | Ninguna                                                                           |
| VII (2007)      | Camps II          | 5°                         |                            | Vicente Rambla Momplet            | 29 de junio de 2007      | 22 de junio de 2011               | Consejero de Presidencia (2007-2009) Industria, Comercio e Innovación (2009-2011) |
| VIII (2011)     | Camps III Fabra   | 6ª                         |                            | Paula Sánchez de León Guardiola   | 22 de junio de 2011      | 30 de diciembre de 2011           | Consejera de Presidencia                                                          |
| VIII (2011)     | Camps III Fabra   | 7°                         |                            | José Císcar Bolufer               | 30 de diciembre de 2011  | 26 de junio de 2015               | Consejero de Presidencia Agricultura, Pesca, Alimentación y Agua (2012-2015)      |
| IX (2015)       | Botànic           | 8ª                         |                            | Mónica Oltra Jarque               | 29 de junio de 2015      | 16 de junio de 2019               | Igualdad y Políticas Inclusivas                                                   |
| X (2019)        | Botànic II        | 8ª                         | 17 de junio de 2019        | Mónica Oltra Jarque               | 21 de junio de 2022      |                                   | Igualdad y Políticas Inclusivas                                                   |
| X (2019)        | Botànic II        | 9ª                         |                            | Aitana Joana Mas Mas              | 30 de junio de 2022      | 12 de julio de 2023               | Igualdad y Políticas Inclusivas                                                   |
| X (2019)        | Botànic II        | -                          | Vacante                    | Vacante                           | 12 de julio de 2023      | 19 de julio de 2023               | Igualdad y Políticas Inclusivas                                                   |
| XI (2023)       | Mazón             | 10º                        |                            | Vicente Barrera Simó              | 19 de julio de 2023      | 11 de julio de 2024               | Cultura y Deporte                                                                 |
| XI (2023)       | Mazón II          | 11º                        |                            | Susana Camarero Benítez           | 12 de julio de 2024      | En el cargo                       | Servicios Sociales, Igualdad y Vivienda                                           |

## Vicepresidentes segundos del Consejo
| Legislatura       | Gobierno          | Vicepresidente segundo del Consejo | Vicepresidente segundo del Consejo | Vicepresidente segundo del Consejo | Inicio del mandato       | Fin del mandato          | Consejería asociada                     |
| ----------------- | ----------------- | ---------------------------------- | ---------------------------------- | ---------------------------------- | ------------------------ | ------------------------ | --------------------------------------- |
| Cargo inexistente |                   |                                    |                                    |                                    |                          |                          |                                         |
| V (1999)          | Zaplana II Olivas | 1°                                 |                                    | José Joaquín Ripoll Serrano        | 23 de julio de 1999      | 25 de julio de 2002      | Ninguna                                 |
| Cargo suprimido   |                   |                                    |                                    |                                    |                          |                          |                                         |
| VII (2007)        | Camps II          | 2°                                 |                                    | Gerardo Camps Devesa               | 29 de junio de 2007      | 22 de junio de 2011      | Economía, Hacienda y Empleo             |
| Cargo suprimido   |                   |                                    |                                    |                                    |                          |                          |                                         |
| X (2019)          | Botànic II        | 3º                                 |                                    | Rubén Martínez Dalmau              | 17 de junio de 2019      | 10 de septiembre de 2021 | Vivienda y Arquitectura Bioclimática    |
| X (2019)          | Botànic II        | 4º                                 |                                    | Héctor Illueca Ballester           | 10 de septiembre de 2021 | 19 de julio de 2023      | Vivienda y Arquitectura Bioclimática    |
| XI (2023)         | Mazón             | 5ª                                 |                                    | Susana Camarero Benítez            | 19 de julio de 2023      | 12 de julio de 2024      | Servicios Sociales, Igualdad y Vivienda |
| Cargo suprimido   |                   |                                    |                                    |                                    |                          |                          |                                         |
| XI (2023)         | Mazón             | 6ª                                 |                                    | Francisco José Gan Pampols         | 25 de noviembre de 2024  | actualidad               | Recuperación económica y social.        |

## Vicepresidentes terceros del Consejo
| Legislatura       | Gobierno | Vicepresidente tercero del Consejo | Vicepresidente tercero del Consejo | Vicepresidente tercero del Consejo | Inicio del mandato  | Fin del mandato     | Consejería asociada                                                                 |
| ----------------- | -------- | ---------------------------------- | ---------------------------------- | ---------------------------------- | ------------------- | ------------------- | ----------------------------------------------------------------------------------- |
| Cargo inexistente |          |                                    |                                    |                                    |                     |                     |                                                                                     |
| VII (2007)        | Camps II | 1°                                 |                                    | Juan Gabriel Cotino Ferrer         | 29 de junio de 2007 | 22 de junio de 2011 | Bienestar Social (2007-2009) Medio Ambiente, Agua, Urbanismo y Vivienda (2009-2011) |
| Cargo suprimido   |          |                                    |                                    |                                    |                     |                     |                                                                                     |